# Seva Foundation
Seva Foundation is een internationale gezondheidsorganisatie, gevestigd in Berkeley, Californië. Ze opereert mensen met blindheid als gevolg van cataract (grauwe staar) en ondersteunt plaatselijke ziekenhuizen zodat die gratis of bijna gratis oogtests kunnen afnemen en brillen, basiszorg en preventieve voorlichting kunnen verstrekken aan mensen met lage inkomens. Daarnaast leidt Seva lokaal medisch personeel en oogartsen op. Zij is actief in landen als Cambodja, Bangladesh, Ethiopië,  Nepal, Tibet, India en Guatemala. Dankzij operaties van Seva kunnen ruim 3 miljoen mensen (weer) zien. In 2011 verleende de organisatie aan ruim een miljoen mensen medische (oog)zorg en herstelde bij 85.000 mensen het zicht.
Sinds 1982 is Seva tevens actief in de Verenigde Staten, waar zij gezondheidszorg en trainingen op dat vlak geeft aan Indiaanse bewoners van reservaten in het land.
De stichting werd in 1978 opgericht door Dr. Larry Brilliant, de huidige directeur van het Skoll Global Threats Fund en voormalig directeur van Google.org, de liefdadige tak van Google.